# Zarzecze (Rawa)
Pour les articles homonymes, voir Zarzecze.
Zarzecze est une localité polonaise de la gmina et du powiat de Rawa Mazowiecka en voïvodie de Łódź.